# Rhinonema paradoxum
Rhinonema paradoxum is een rondwormensoort. De wetenschappelijke naam van de soort is voor het eerst geldig gepubliceerd in 1928 door Allgén.
Er is nog niet vastgesteld tot welke klasse en/of orde deze soort behoort (incertae sedis).